# محمية صمداي

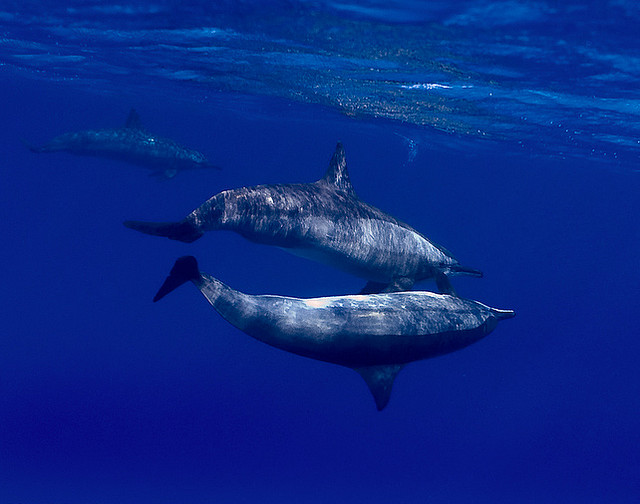
الدولفين الدوار

محمية صمداى  أو كما تسمى أيضا محمية بيت الدرافيل تقع منطقة شعاب صمداي جنوب مدينة مرسى علم بحوالي 2 كم وعلى بعد 7 كم من الشاطئ وهى عبارة عن جزء من الشعاب المرجانية المغمورة وتقع منطقة شعاب صمداي خارج حدود المحميات الطبيعية كما ان الدرافيل الدوارة أو المخزلى en:Spinner Dolphin تعيش في عدة محيطات على مستوى العالم وعادة تسبح الدرافيل في مجموعات تضم مئات وأحيانا آلاف الدرافيل.

## خصائص وأهمية المحمية
بعد شهور قليلة من تفعيل خطة الإدارة وبالرصد البيئي اليومي تم تسجيل زيادة كبيرة في أعداد الدرافيل المتواجدة في منطقة شعاب صمداي كما قامت إدارة محميات البحر الأحمر بدراسات أكدت أن أعداد كبيرة من الدرافيل والمعروف باسم الدرفيل الدوار تأتي يومياً في أعداد كبيرة إلى منطقة شعاب صمداي للراحة.
كما قام جهاز شئون البيئة بعدة مجهودات للحفاظ على المنطقة وما تحويه من درافيل وشعاب مرجانية وكائنات بحرية وانه يتم حاليا دراسة إمكانية أن تعلن منطقة صمداي كمحمية طبيعية ويكون ذلك من خلال التوسع في الجزء البحري لمحمية وادي الجمال.
تم تقسيم منطقة شعاب صمداي بعلامات عائمة إلي 4 مناطق (A, B, C, D)
1. منطقة (A) : وهي منطقة مخصصة لراحة الدرافيل مغلقة تماماً أمام جميع الأنشطة.
2. منطقة (B) : وهي منقطة مسموح فيها فقط بالسباحة وغير مسموح بأي أنشطة أخرى.
3. منطقة (C) : وهي منطقة مخصصة لانتظار اللنشات السياحية.
4. منطقة (D) : وهي المنطقة الخارجية ومسموح فيها بجميع الأنشطة.

## جهود
كما تم إعداد كتالوج خاص بأعداد الدلافين المتواجدة بمنطقة محمية «صمداى» التي تسمى «الدولفين هاوس» بالبحر الأحمر، ويتضمن الكتالوج الخاص بالدلافين فصيلة كل دولفين ومعلومات عنها، وصوراً خاصة بكل دولفين ونوعه وطوله ووزنه، بالإضافة إلى العلامات المميزة بجسمه ورصد التغيرات التي تطرأ على سلوكه خلال تواجده بالمحمية.